# Djurens Vänner
Djurens Vänner är en ideell organisation som funnits i Sverige sedan 1952 och verkar för ett realistiskt djurskydd.
Organisationen består av en riksorganisation samt till den anslutna lokalföreningar. Djurens Vänners Riksorganisation samverkar mellan föreningarna inom Djurens Vänner, vilka alla ska verka för ett realistiskt djurskydd och efter ett fastställt principprogram.
Det fanns i mars 2023 17 aktiva, samt 6 vilande, lokalföreningar inom Djurens Vänner:

## Historik

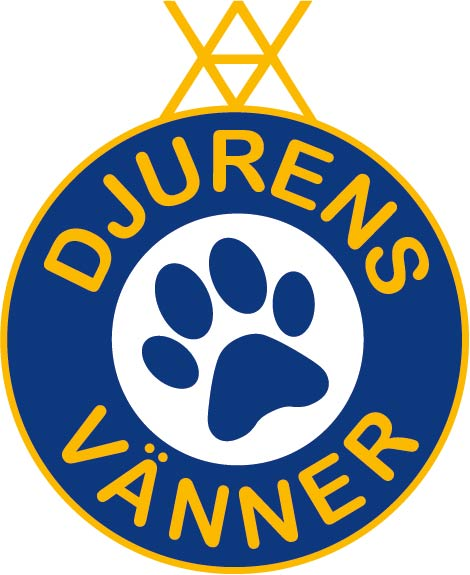
Djurens Vänners logo

De tre första föreningarna inom Djurens Vänner bildades redan 1952. År 1957 var man uppe i tolv lokalföreningar och beslut togs att bilda en övergripande organisation, Föreningarna Djurens Vänners Riksorganisation. Den 8 juni samma år samlades representanter från sju av lokalföreningarna i Örebro, och beslutet om en riksorganisation genomfördes. Riksorganisationen var skapad och bestod då av 13 lokalföreningar. Till Riksorganisationens första ordinarie ordförande valdes senare Erik Lindahl från Malmö. Medlemsavgiften låg då på 5 kr per år. 
1964 beslöts att tidningen Aktuellt, som då utgavs av Malmö-föreningen till sina medlemmar, skulle övergå till att ges ut i riksorganisationens regi. 1979 tillkom de Djurförsöksetiska nämnderna, och Djurens Vänner fick två platser, Malmö/Lund och Göteborg.

## Ordförande i Djurens Vänners Riksorganisation
- Erik Lindahl: 1957 – 1960
- Britt Lindström: 1960 – 2010
- Rose-Marie Andersson: 2010 – 2017
- Fredrik Malmgren: 2018 –